# محور العالم

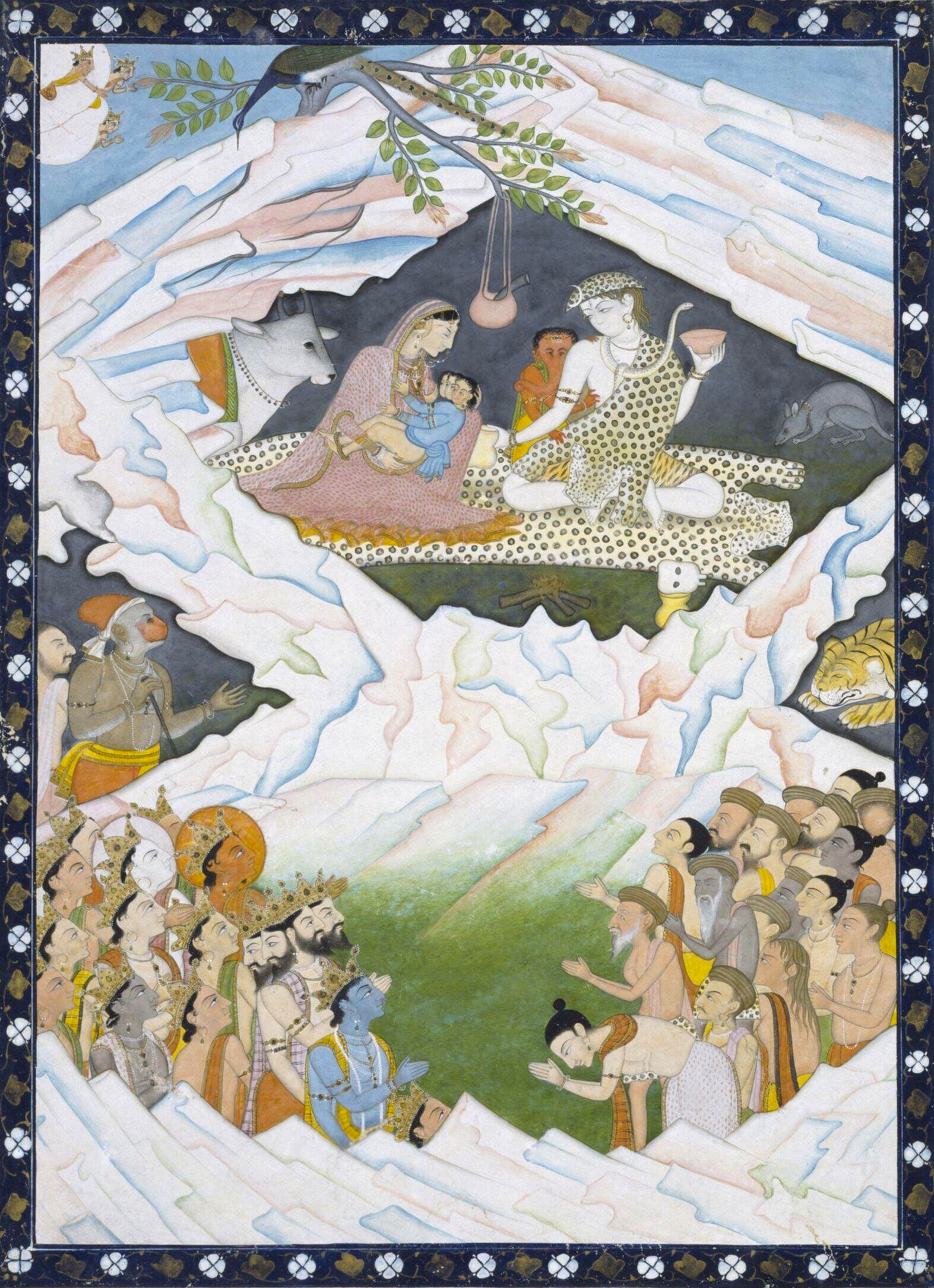
مونت كايلاش، الذي يصور العائلة المقدسة: شيڤا وبارفاتي يهدهدون سكاندا مع غانيشا إلى جانب شيفا

جبل كايلاش (ويسمى أيضًا محور الكون أو محور العالم أو عمود العالم أو columna cerului أو مركز العالم)، يعتبر في بعض الأديان أو الأساطير مركز العالم أو وسيلة الاتصال بين الجنة والأرض. ومثله مثل القطب السماوي والقطب الجغرافي فهو يوضح نقطة اتصال بين السماء والأرض حيثما تلتقي اتجاهات البوصلة الأربعة.[بحاجة لمصدر] وعند هذه النقطة يحدث السفر والمراسلات بين العوالم العليا والدنيا. وربما تصعد الاتصالات من العوالم الدنيا إلى عوالم أعلى منها وتنزل البركات من العوالم العليا إلى الأدنى منها ويتم توزيعها على الجميع. 

تعتبر هذه البقعة بمثابة (النقطة الوسطى أي omphalos)، وهي نقطة بداية العالم.
ومن ناحية أخرى، يُنظر إلى الصورة بشكل عام على أنها مؤنثة، لأنها ترتبط بمركز الأرض (ربما كالحبل السري الذي يوفر التغذية للجنين). وربما يكون شكله على هيئة شيء طبيعي كجبل أو شجرة أو نبات متسلق أو ساق نبات أو عمود من الدخان أو نار، أو منتج من صنع الإنسان كبرج أو سلم أو درج أو سارية نوار أو صليب أو برج الكنيسة أو حبل أو عمود منحوت مزين برسوم طوطمية أو عمود أو قمة مستدقة). وربما يحمل قربه من السماء آثارًا دينية بشكل رئيسي (مثل، باغودا أو الحرم القدسي الشريف أو مئذنة أو كنيسة) أو علمانية كمسلة أو منارة أو صاروخ أو ناطحة سحاب، وبذلك تظهر الصورة في السياقين الديني والعلماني. 

يظهر رمز محور موندي في الثقافات التي تستخدم الممارسات الشامانية أو النظم العقائدية الإحيائية في الديانات الرئيسية في العالم وفي «المراكز الحضرية» المتقدمة تقنيًا. وفي رأي ميرتشا إلياده «كل عالم صغير وكل منطقة مأهولة بالسكان لها مركز، والذي يمكن القول بأنه المكان المقدس فوق كل شيء.»

## الخلفية التاريخية

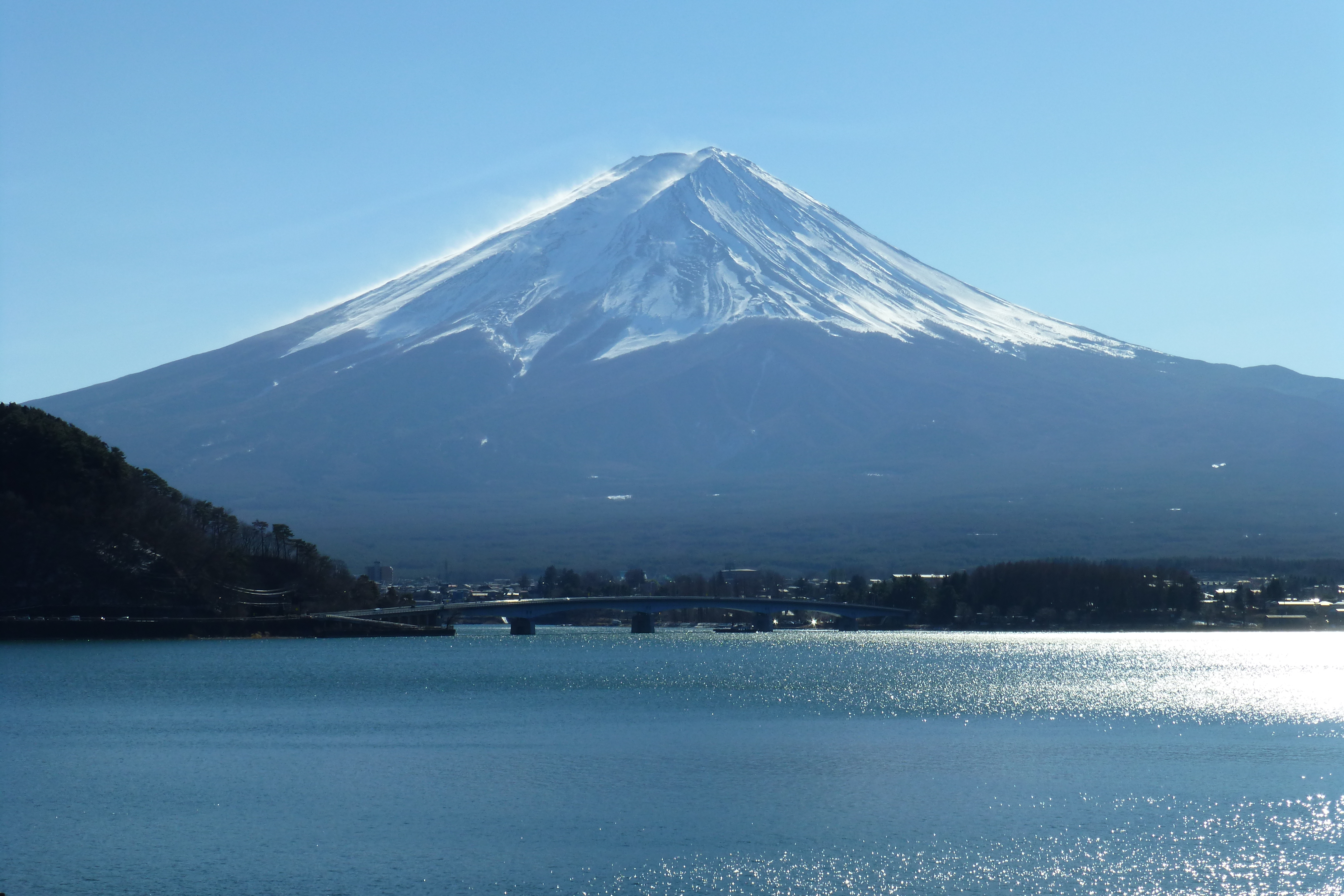
جبل فوجي، اليابان

ينشأ الرمز في تصور طبيعي ونفسي شامل، وهو أن البقعة التي يحتلها المرء توجد في «مركز العالم». وتعمل هذه المساحة كعالم صغير من النظام لأنها معروفة ومستقرة. وتكمن العوالم الأجنبية، خارج العالم الصغير، والتي تمثل الفوضى أو الموت أو الليل وذلك لأنها غير مألوفة أو غير منظمة. ومن المركز ربما يستمر المرء في المغامرة في أي من الاتجاهات الأربعة الرئيسية ويقوم بالاكتشافات ويؤسس مراكز جديدة فقد أصبحت العوالم الجديدة معروفة ومستقرة. وغالبًا ما يتم تفسير الاسم الحديث الصيني "中国" (pinyin: Zhōngguَ)، والذي يعني «المملكة الوسطى»، كتعبير عن التصور القديم أن الدولة الصينية (أو مجموعة الأنظمة السياسية الحاكمة) تحتل مركز العالم، مع أراضٍ أخرى تقع في اتجاهات متعددة مرتبطة بها.